# Барда (місто)
Барда́ (азерб. Bərdə) — місто в Азербайджані, центр Бардинського району.

## Населення
Населення міста 1969 року складало 19,3 тисячі жителів, 2006 року — 37,9 тисяч, 2012 року 38,5 тисяч.

## Географія
Барда розташована на Карабахській рівнині за 260 км від Баку, на річці Тертер. За декілька кілометрах від міста проходить лінія конфлікту військ Азербайджану та невизнаної Нагірно-Карабахської Республіки.

## Історія
За кілька кілометрів від сучасної Барди є залишки стародавнього міста Барда, столиці Кавказької Албанії та резиденції албанського католікоса, заснованої в V столітті албанським царем Ваче II за наказом сасанідського царя Пероза (457—484) та спочатку називалася Перозапат (перс. Perozapat), а пізніше — Партав (вір. Պարտավ; груз. ბარდავი) і Барда (араб. بردعة і араб. بردع).
Завдяки важливому географічному положенню (розташоване на перетині караванних шляхів Сходу) Барда була крупним торгово-ремісницьким містом: мала оборонні вали, захисні рови, кам'яні вулиці, криті ринки. Перські марзпани в Барді карбували срібні монети сасанідського зразка, із зазначенням монетного двору.
Протягом століть здійснювалися численні спроби завоювання міста. В першій половині VII століття Барду взяли в облогу війська візантійського імператора Іраклія І, у результаті військових подій, що відбувалися між Персією і Візантією.
В боротьбі проти загарбників особливо прославився правитель Кавказької Албанії князь Джеваншир, який правив в VII столітті. Він воював проти Сасанідів, Візантії, хозарів та арабів, заключаючи проти завойовників тактичні союзи то з одним, то з іншим із своїх супротивників.

## Відомі особистості
В поселенні народилась:
- Говхар Бахшалієва (* 1954) — азербайджанський учений-сходознавець, арабістка.